# 苏昌阿
苏昌阿（？—？），汉军正白旗人，是一名清朝政治人物。
苏昌阿曾于1804年接替石文涟任上海县知县一职，1805年由张京业接任。